# Уильямс, Стивен (политик)
Сти́вен Ро́й Уи́льямс (англ. Stephen Roy Williams; род. 11 октября 1966, Маунтин-Аш, Уэльс, Великобритания) — британский политик, член палаты общин Великобритании от партии либеральных демократов с 2005 по 2015 год, Теневой министр либеральных демократов по инновациям, университетам и занятости в кабинете сэра Николаса Клегга с 2007 по 2010 год.
Заместитель государственного секретаря по делам общин и местного самоуправления с 2013 по 2015 год. С 1993 по 1996 год был членом окружного совета Актона от района Кэбот. С 1996 по 1999 год был членом городского совета Бристоля от района Кэбот.

## Личная жизнь
Родился в Маунтин-Аш 11 октября 1966 года. Детство Уильямса прошло в деревне Аберкинон, в долине Кинон в Уэльсе. Обучался в общеобразовательной школе Маунтин-Аш. В 1985—1988 годах учился в Бристольском университете, который окончил в со степенью бакалавра гуманитарных наук в области истории. В первые два года обучения, жил в университетском общежитии Уиллс-Холл, и до настоящего времени остается членом Ассоциации Уиллс-Холла. Получил квалификацию дипломированного налогового консультанта и работал в нескольких крупных фирмах, включая PricewaterhouseCoopers и Grant Thornton International. Стивен Уильямс — открытый гомосексуал.

## Политическая карьера

### Член окружного и городского советов
Интересоваться политикой начал во время обучения в Бристольском университете. Уильямс был президентом общества СДП — Либеральный альянс и активным членом местного отделения Социал-демократической партии. В мае 1993 года, представляя партию либеральных демократов, он победил на выборах в окружной совета Актона от района Кэбот. Уильямс занимал должность окружного советника Актона до марта 1996 года. В мае 1996 года он был избран в городской совет Бристоля от района Кэбот, и занимал должность городского советника Бристоля до мая 1999 года.

### Член парламента

#### Участие в выборах
Во время парламентских выборов 1997 года Уильямс был кандидатом от партии либеральных демократов в Бристоль-Саут. Его главным соперником на выборах была министр труда Даун Примароло. Он занял третье место, набрав 13,4% голосов. Во время парламентских выборов 2001 года, на которых Уильямс также был кандидатом от партии либеральных демократов, но уже в Бристоль-Уэст, он снова проиграл, набрав 28,89% голосов и заняв второе место.
Но уже во время парламентских выборов 2005 года, в том же парламентском избирательном округе, Уильямс одержал победу, набрав 38,3% голосов и обойдя кандидата от партии лейбористов. Уильямс стал первым членом партии либеральных демократов, который был избран в Палату общин в городе Бристоль с 1935 года и первым либеральным демократом, избранным в парламентском избирательном округе Бристоль-Уэст. Он также стал первым членом парламента от партии либеральных демократов, не скрывавшим свою гомосексуальность.
Уильямс снова одержал победу на парламентских выборах 2010 года по тому же округу, увеличив число своих сторонников и набрав 48% голосов. Но на следующих парламентских выборах 2015 года он проиграл, заняв третье место и уступив кандидатам от партии лейбористов и партии зелёных. На парламентских выборах 2017 года, Уильямс баллотировался от партии либеральных демократов в Бристоль-Уэст, и проиграл, заняв четвертое место с 7,3% голосов.

#### Парламентская деятельность
После победы на парламентских выборах 2005 года, в мае того же года Чарльз Кеннеди, назначил Уильямса сотрудником по вопросам здравоохранения от партии либеральных демократов при министре здравоохранения Кэролайн Флинт. Уильямс участвовал в работе парламентского комитета, готовившего законопроект об охране здоровья. Одним из пунктов этого законопроекта было введение запрета на курение в общественных местах. Уильямс решительно поддержал полный запрет на курение во всех общественных местах, и выступил против предложения освободить от запрета частные клубы и пабы, в которых не подают еду. Он получил премию Всемирной организации здравоохранения за пропаганду полного запрета курения. Уильямс был председателем Общепартийной парламентской группы по вопросам курения и здоровья в период с июля 2010 года по октябрь 2013 года. За это время группа опубликовала отчеты о простой упаковке сигарет, курении в автомобилях и незаконной торговле табачными изделиями.
В 2006 году, на выборах лидера партии либеральных демократов, Уильямс поддержал кандидатуру Криса Хьюна. Победивший на выборах, сэр Мензис Кэмпбелл назначил Уильямса сотрудником по вопросам дополнительного и высшего образования от партии либеральных демократов при министре труда Билле Раммелле. После реорганизации правительственных департаментов новым премьер-министром Гордоном Брауном в июле 2007 года, сэр Мензис Кэмпбелл изменил состав своего кабинета, и Уильямс стал сотрудником по вопросам школьного образования от партии либеральных демократов.
Сразу после избрания в Палату общин, Уильямс работал в двух парламентских комитетах — по вопросам образования и занятости и счётном. Он вышел из счётного комитета в начале 2006 года после того, как был назначен сотрудником по вопросам дополнительного и высшего образования от партии либеральных демократов, чтобы сосредоточиться исключительно на своем портфолио. В ноябре 2007 года Уильямс вступил в новый комитет по вопросам детства, школьного образования и семей. После избрания Ника Клегга лидером партии либеральных демократов, которого Уильямс поддержал против Криса Хьюна, он стал представителем по инновациям, университетам и занятости в теневом кабинете либеральных демократов. В декабре 2010 года Уильямс был одним из членов парламента, который воздержался от предложений коалиционного правительства увеличить плату за обучение в университетах.
29 ноября 2005 года Уильямс представил в Палату общин законопроект о снижении возраста для голосования до 16 лет. Движение было поддержано большинством лейбористов и либерал-демократов, консерваторы были против, и закон не был принят. Такая же инициатива Уильямса в январе 2013 года тоже успеха не имела.
В июне 2006 года Уильямс начал кампанию против гомофобных издевательств. Парламентский комитета по образованию и занятости впервые в своей истории вынес решение по проблемам издевательств в школах. Петиция комитета гласила: «Мы, нижеподписавшиеся, призываем поддержать и защитить жертв гомофобных издевательств. Гомофобные насмешки и аутинги в школах должны незамедлительно пресекаться персоналом. Во всех школах политика борьбы с издевательствами должна включать меры, специально предназначенные для борьбы с гомофобными издевательствами. По крайней мере, один учитель в каждой школе должен пройти обучение, которое включает в себя программу о способах борьбы с гомофобными издевательствами». В феврале 2013 года Уильямс участвовал в парламентских дебатах о разрешении однополых браков. Как представитель партии либеральных демократов в Палате общин, он принимал участие в разработке поправок, которые позволяли бы разнополым парам вступать в гражданские партнерства и поправок, признающих гуманистические браки.
С 2010 по 2013 год Уильямс занимал пост представителя казначейства либеральных демократов в парламенте и перед средствами массовой информации. Ранее он был членом Комитета по политическим и конституционным реформам Палаты общин, и высказался за замену Палаты лордов избранным Сенатом.

### Деятельность вне парламента
Уильямс баллотировался на выборах мэра Западной Англии в мае 2017 года и проиграл в первом туре, заняв третье место.